# Riksmötet 2005/2006
Riksmötet 2005/06 var Sveriges riksdags verksamhetsår 2005–2006. Det pågick från riksmötets öppnande den 13 september 2005 till den 17 juni 2006.
Riksdagens talman under riksmötet 2005/06 var Björn von Sydow (S).